# Nowo-Doroschny
Nowo-Doroschny (russisch Ново-Дорожный, deutsch Hoch Karschau) ist ein Ort in der russischen Oblast Kaliningrad. Er gehört zur kommunalen Selbstverwaltungseinheit Stadtkreis Gurjewsk im Rajon Gurjewsk.

## Geographische Lage
Nowo-Doroschny liegt sechs Kilometer südlich des Stadtzentrums von Kaliningrad (Königsberg) unmittelbar an der Grenze zwischen dem Rajon Gurjewsk und dem Moskauer Rajon der Stadt Kaliningrad in der Nähe der Regionalstraße 27A-008. Eine Bahnanbindung besteht nicht.

## Geschichte
Das vor 1837 Karschau, dann bis 1946  – mit Namenszusatz – Hoch Karschau (zur Unterscheidung der Nachbarorte Groß Karschau und Klein Karschau, heute nicht mehr existent) genannte Gutsdorf wurde 1874 in den Amtsbezirk Ponarth (russisch: Dimitrowo, heute Stadtteil von Kaliningrad) eingegliedert und gehörte somit zum Landkreis Königsberg (Preußen) (1939 bis 1945 Landkreis Samland) im Regierungsbezirk Königsberg der preußischen Provinz Ostpreußen. 
Der Amtsbezirk Ponarth wurde 1906 aufgelöst, und der Gutsbezirk Hoch Karschau wurde in den Amtsbezirk Groß Karschau eingegliedert. Im Jahre 1910 lebten in Hoch Karschau 78 Menschen.
Am 15. November 1928 verlor Hoch Karschau seine Eigenständigkeit und wurde mit dem Nachbargutsdorf Groß Karschau in die Landgemeinde Godrienen (heute russisch: Laskino) eingemeindet. Der Amtsbezirk Groß Karschau wurde 1931 in „Amtsbezirk Godrienen“ umbenannt.
Infolge des Zweiten Weltkrieges kam Hoch Karschau mit dem nördlichen Ostpreußen zur Sowjetunion. Der verfallene Ort wurde später neu besiedelt und erhielt den russischen Namen Nowo-Doroschny. Er gehörte zunächst zum Dorfsowjet Nowomoskowski selski Sowet und von 2008 bis 2013 zur Landgemeinde Nowomoskowskoje selskoje posselenije. Seither gehört Nowo-Doroschny zum Stadtkreis Gurjewsk.

## Kirche
In Hoch Karschau lebte vor 1945 eine überwiegend evangelische Bevölkerung. Das Dorf war in das Kirchspiel Haffstrom eingepfarrt, das zum Kirchenkreis Königsberg-Land I innerhalb der Kirchenprovinz Ostpreußen der Kirche der Altpreußischen Union gehörte. Heute liegt Nowo-Doroschny im Einzugsbereich der Auferstehungskirche in Kaliningrad (Königsberg) innerhalb der Propstei Kaliningrad der Evangelisch-lutherischen Kirche Europäisches Russland (ELKER).